# جولیوس برگر
جولیوس برگر (انگلیسی: Julius Berger) شرکت ساخت‌وساز نیجریه‌ای است، که در سال ۱۹۵۰ تأسیس شد.